# Gunnar Asplund
Pour les articles homonymes, voir Asplund.

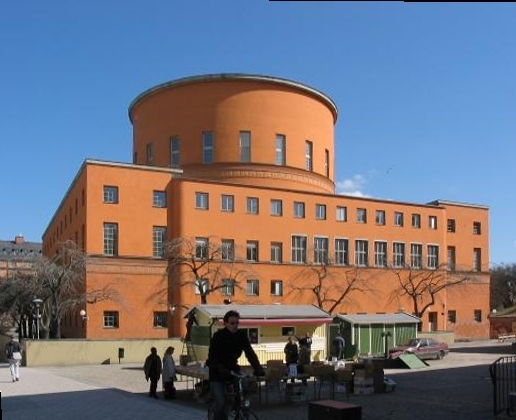
La bibliothèque municipale de Stockholm.

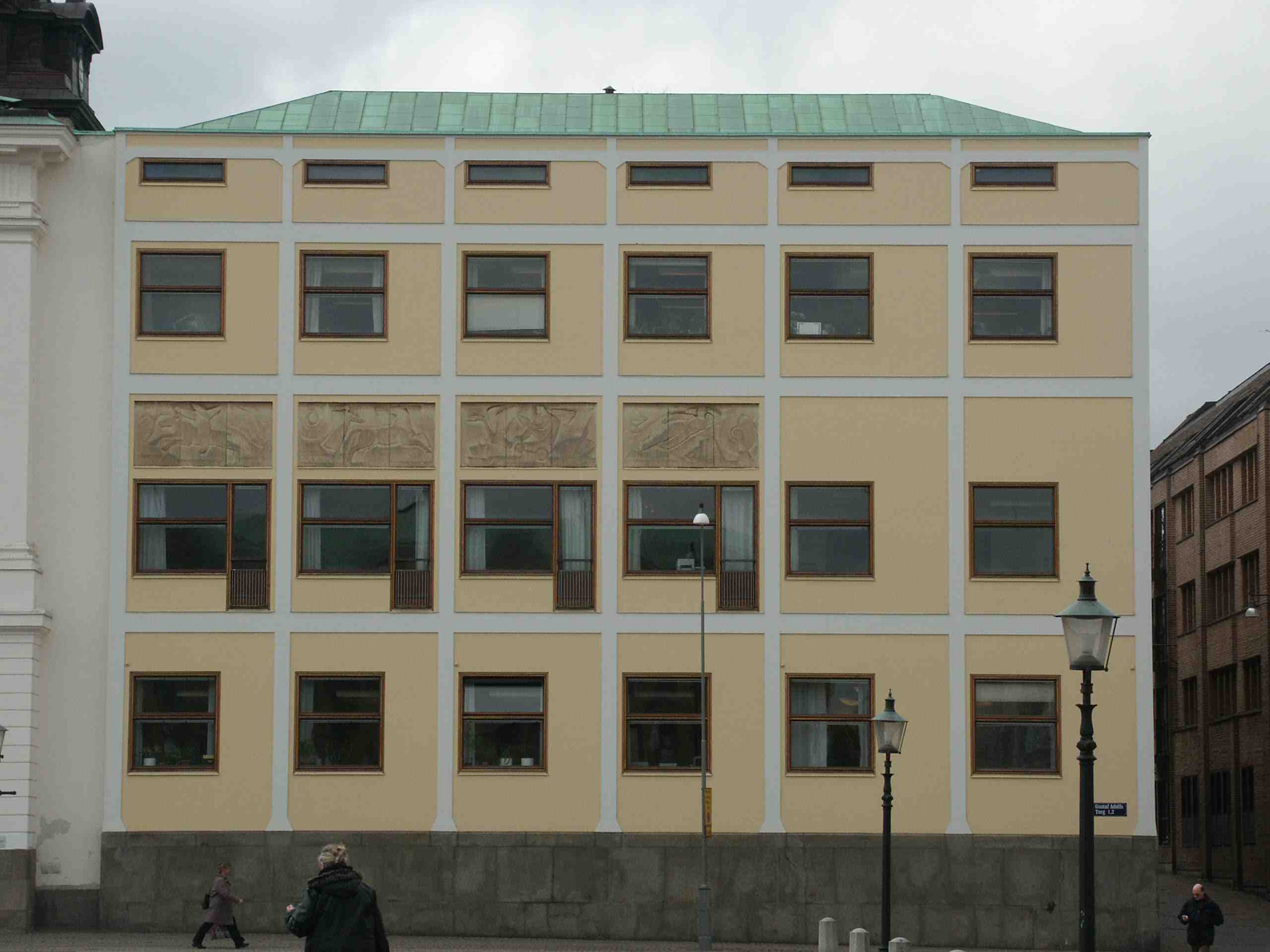
L'extension de l'hôtel de ville de Göteborg.

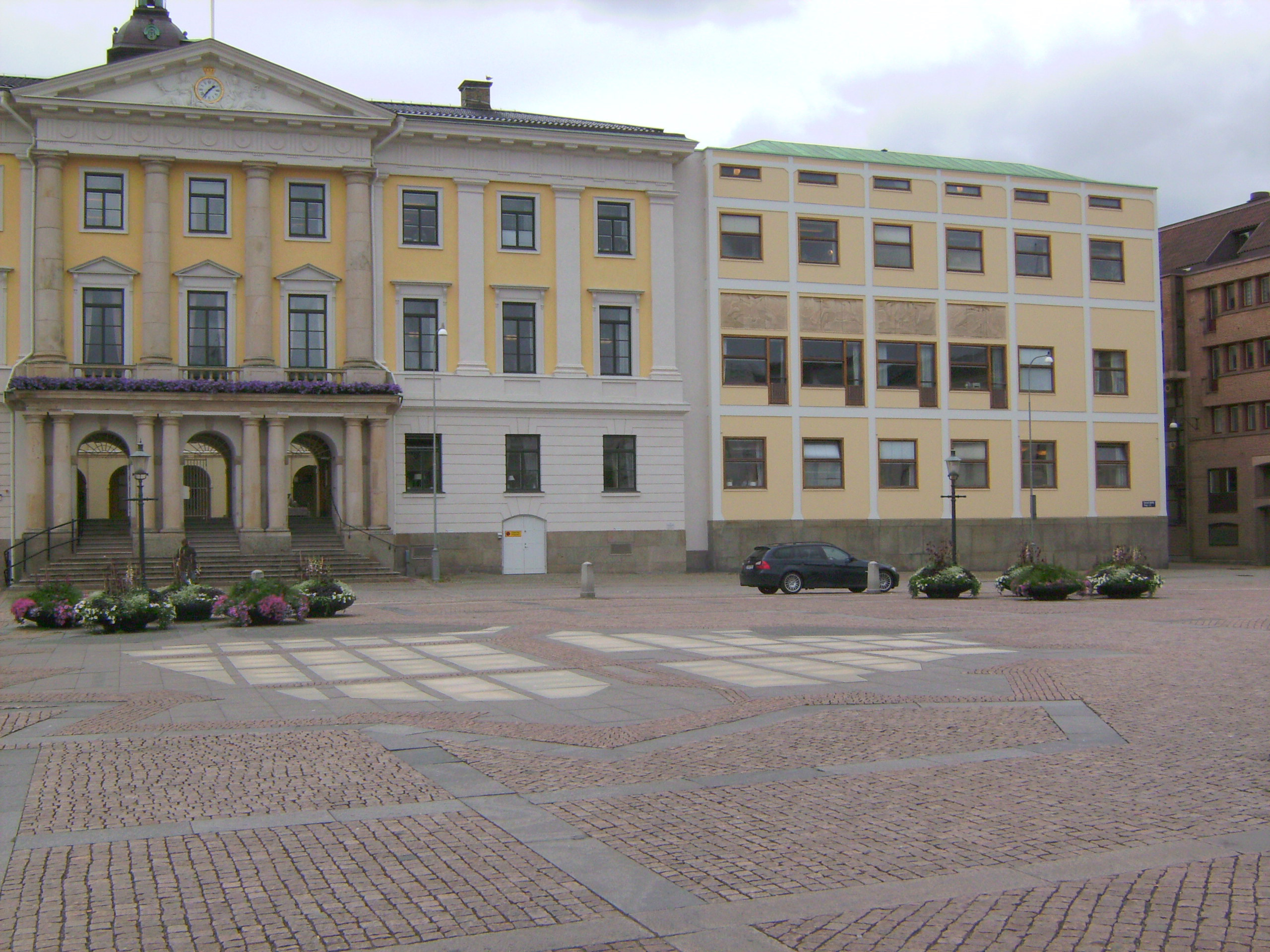
Hôtel de ville de Göteborg.

Gunnar Asplund (Erik Gunnar Asplund), né le 22 septembre 1885 à Stockholm et mort le 20 octobre 1940, est un architecte suédois de renommée internationale, représentant du courant de l'architecture néoclassique des années 1920. Il a étudié à l'Institut royal de technologie de Stockholm où il obtint son diplôme d'architecte en 1909. Il a également étudié à la Klara Skolan, un institut privé dirigé par des architectes, où il a commencé à participer à des concours. Il fut à la fin de sa vie un pionnier du fonctionnalisme.
Parmi ses œuvres majeures figure la bibliothèque municipale de Stockholm, construite entre 1924 et 1928, prototype du Classicisme nordique. Il a par ailleurs collaboré avec l'architecte Sigurd Lewerentz à la réalisation du cimetière de Skogskyrkogården classé au patrimoine mondial de l'humanité par l'UNESCO, et où il est enterré. L'extension du l'hôtel de ville de Göteborg, débutée en 1917 et terminée en 1937 donne un aperçu de son évolution stylistique.
Il fut, à partir de 1930, professeur à l'Institut royal de technologie, à Stockholm.

## Distinctions
- Chevalier de l'ordre de Vasa

## Expositions
- The Architecture of Gunnar Asplund, MoMA, New York (1978)
- Erik Gunnar Asplund: Architecte et designer suédois, Centre de création industrielle, Paris (1989)
- En chantier : les collections du CCA, 1989-1999, Centre canadien d'architecture, Montréal (1999-2000)
- Architecture and Design Drawings: Inaugural Installation, MoMA, New York (2004-2005)
- 75 Years of Architecture at MoMA, MoMA, New York (2007-2008)
- In Situ: Architecture and Landscape, MoMA, New York (2009-2010)